# تياغو ألفيس (لاعب كرة قدم)
تياغو ألفيس (بالبرتغالية: Tiago Alves‏) هو لاعب كرة قدم برازيلي في مركز الدفاع، ولد في 29 مايو 1984 في بيلو هوريزونتي في البرازيل. لعب مع جمعية أرابيراكا الرياضية ونادي إيكاسا ونادي بالميراس ونادي بونتي بريتا ونادي فورتاليزا ونادي موجي ميريم.

## وصلات خارجية
- تياغو ألفيس (لاعب كرة قدم) على موقع قاعدة بيانات كرة القدم.إي يو (الإنجليزية)
- تياغو ألفيس (لاعب كرة قدم) على موقع Soccerway.com (الإنجليزية)